# Agrotis plana
Agrotis plana är en fjärilsart som beskrevs av John Henry Leech 1900. Agrotis plana ingår i släktet Agrotis och familjen nattflyn. Inga underarter finns listade i Catalogue of Life.